# Заслужений журналіст України
Заслу́жений журналі́ст Украї́ни  — державна нагорода України — почесне звання України. Встановлене 9 лютого 1982 року під назвою «Заслужений журналіст УРСР». Звання надавала Президія Верховної Ради УРСР.
Після здобуття Україною незалежності уточнено назву звання.
Сьогодні звання надається Президентом України відповідно до Закону України «Про державні нагороди України». Згідно з Положенням про почесні звання України від 29 червня 2001 року, це звання надається:
|  | працівникам засобів масової інформації за вагомий внесок у розвиток вітчизняної журналістики |

Особи, яких представляють до присвоєння почесного звання «Заслужений журналіст України», повинні мати вищу освіту на рівні спеціаліста або магістра.